# Sucupira (Disney)
Sucupira (em inglês:  J. Audubon Woodlore) é um personagem fictício do Universo Disney. É um guarda-florestal que cuida e é muito respeitado por todos os ursos do parque, com exceção do Urso Colimério que, em busca de comida, sempre causa confusão.
Apareceu pela primeira vez no desenho Grin and Bear it de 1954. Sua primeira aparição em quadrinhos no Brasil foi na história Um Lugar Ao Sol (Winter Holiday) publicada na revista Zé Carioca 931 de 1969. Possui apenas 25 histórias em quadrinhos publicadas no mundo todo, sendo personagem mais recorrente nos desenhos animados.

## Nomes em outros idiomas
- Finlandês: Metsänvartija
- Francês: Le gardien Lanature
- Inglês: J. Audubon Woodlore
- Italiano: Ocarina
- Sueco: Djurlund